# Aaron Wood
Pour les articles homonymes, voir Wood.
Ne doit pas être confondu avec Aaron Woods.
Pas d'image ? Cliquez ici

a Compétitions nationales et continentales officielles uniquement.

b Matchs officiels uniquement.
Aaron Wood, né le 25 août 1984, est un joueur de rugby à XIII australien devenu français évoluant au poste de pilier, de deuxième ligne ou de troisième ligne dans les années 2000, 2010 et 2020.
Formé au rugby à XIII aux St. George Illawarra Dragons puis Parramatta Eels, ils remportent avec ces derniers le titre de la Coupe de Nouvelle-Galles du Sud à trois reprises en 2005, 2006 et 2007. Ne parvenant pas à intégrer une équipe de National Rugby League, il choisit de rejoindre la France et signe pour trois années au XIII limouxin. Il aide celui-ci à jouer les premiers rôles en Championnat de France et remporte la Coupe de France en 2008. En 2010, il signe pour trois années au S.O. Avignon et ajoute un deuxième titre de Coupe de France en 2013. En 2013, il signe au  Toulouse Olympique XIII et inscrit son nom au palmarès du Championnat de France avec deux titres en 2014 et 2015, ajouté d'un nouveau titre de Coupe de France en 2014. Il enchaîne ensuite à devenir entraîneur-joueur de la réserve du club toulousain nommé Toulouse olympique élite puis part deux années entraîner le club gallois des West Wales Raiders, pour ensuite terminer sa carrière sportive au Pamiers-Vernajoul XIII en seconde division.
Ses années françaises et ses belles prestations l'amènent à être sélectionné en équipe de France pour disputer les trois rencontres de la Coupe d'Europe en 2014.

## Palmarès
- Collectif :
  - Vainqueur du Championnat de France : 2014 et 2015 (Toulouse).
  - Vainqueur de la Coupe de France : 2008 (Limoux), 2013 (Avignon) et 2014 (Toulouse).
  - Vainqueur de la Coupe de Nouvelle-Galles du Sud  : 2005, 2006 et 2007 (Parramatta réserve).
  - Finaliste du Championnat de France : 2009 (Limoux).
  - Finaliste de la Coupe de France : 2009 et 2010 (Limoux).

### Détails en sélection
| 1. | 18 octobre 2014 | Irlande        | 12-22 | Coupe d'Europe | Remplaçant | - | - | - | - |
| 2. | 25 octobre 2014 | Pays de Galles | 42-22 | Coupe d'Europe | Remplaçant | - | - | - | - |
| 3. | 31 octobre 2014 | Écosse         | 38-22 | Coupe d'Europe | Remplaçant | - | - | - | - |